# Thermisches Entgraten
Das thermische Entgraten, auch thermische Entgrat-Methode (TEM; engl. Thermal Energy Machining) oder Explosionsentgraten, ist ein abtragendes Fertigungsverfahren, welches das Verbrennungsprinzip nutzt, um dünne überstehende Grate (scharfe, bei einem Bearbeitungs- oder Herstellungsvorgang entstandene Kanten, Auffaserungen oder Splitter) an metallischen und nichtmetallischen Werkstücken durch Zünden eines Gasgemisches bei hohen Temperaturen in einer sogenannten Entgratkammer zu entgraten. Der besondere Nutzen dieses Verfahrens liegt darin, dass auch schwer zugängliche Stellen – bspw. Überschneidungen zweier Bohrungen im Bauteil – entgratet werden können.
In die hermetisch abgeschlossene Entgratkammer wird ein Gemisch aus Sauerstoff und Wasserstoff, Erdgas oder Methan zugeführt und anschließend elektrisch gezündet (Knallgasreaktion). Die dabei entstehenden Temperaturen von 2500 bis 3500 °C leiten mit dem übriggebliebenen Sauerstoff die Verbrennung des Grates ein. Da die Gratoberfläche im Verhältnis zum Gratvolumen sehr hoch ist, kann die eingebrachte Wärme nur schlecht in das Werkstückinnere abgeleitet werden. Die zur Verbrennung nötige Temperatur des Werkstoffs wird erreicht und betrifft nur die Grate.
Zur Arbeitssicherheit müssen die Werkstücke frei von Fett- und Ölschichten sein. Sie entwickeln in Verbindung mit reinem Sauerstoff brennbare Dämpfe, die sich bei den hohen Fülldrücken in der Kammer von bis zu 23 bar bis zur Zündtemperatur erwärmen können. Der Reaktionsdruck in einer Brennkammer ist um ein Vielfaches höher.
Der Entgratprozess wird durch das Mischverhältnis der Gase, durch den Fülldruck, die Bauteilgeometrie und zum Großteil durch die Wärmeleitfähigkeit des Werkstoffs beeinflusst.
Nachteilig bei diesem Entgratverfahren ist, dass eng an das Bauteil anliegende Grate die Wärme an das Bauteil abgeben und sich so schlecht oxidieren lassen. Auch große Mengen Späne sollten vor dem thermischen Entgraten entfernt werden, da diese im schlimmsten Fall zu einem Klumpen zusammengeschmolzen werden und am Bauteil anhaften.
Bei den meisten Stahlsorten können Schlackeperlen zurückbleiben und müssen mit einem zweiten Entgratvorgang weiter oxidiert werden, während Aluminium- und Kunststoffwerkstücke keiner weiteren Nachbehandlung bedürfen.